# لندی ۲۳۸۱
سیارک ۲۳۸۱ (به انگلیسی: 2381 Landi، نامگذاری:1976AF) دو هزار و سیصد و هشتاد و یکمین سیارک کشف شده‌است که در ۳ ژانویه ۱۹۷۶ کشف شد.
قدر مطلق سیارک برابر ۱۱٫۴۰ است.